# Tennis de table aux Jeux olympiques d'été de 2008
Pour un article plus général, voir Tennis de table aux Jeux olympiques.
Navigation
Athènes 2004 Londres 2012
Les compétitions de Tennis de table aux Jeux olympiques d'été de 2008 se sont déroulées du 23 au 23 août 2008 au Gymnase universitaire de Pékin en Chine.

## Épreuves
| Épreuves | Simple | Par équipes |
| -------- | ------ | ----------- |
| Hommes   | •      | •           |
| Femmes   | •      | •           |
| Total    | 2      | 2           |

## Calendrier
| Pictogramme Tennis | Pictogramme Tennis | Pictogramme Tennis |  |  |  |  |  |  |  |  |  | 1 | 1 |  |  |  | 1 | 1 |  |

|  | Jour de compétition |  | Jour de finale |

## Format

### Simple
86 concurrents au maximum pourront participer à chaque épreuve (avec un maximum de 3 pongistes du même pays par épreuve individuelle). Des tours préliminaires se dérouleront avant le tableau final débutant au stade des 1/32e de finale. Tous les matchs se déroulent au meilleur des sept manches.

### Par équipes
Cette épreuve remplace les compétitions de doubles organisées jusqu'en 2004. Le principe, inspiré de la coupe Davis de tennis, consiste à disputer 5 matchs dont un de double, avec trois compétiteurs différents par nation. L'équipe ayant remporté trois matchs est déclarée vainqueur.
16 équipes participent à cette nouvelle épreuve ; l'équipe de France étant classée 17e suivant les critères olympiques ne participe pas à cette épreuve, alors qu'elle se situe au 11e rang mondial.
| Ordre | Type de match | Équipe ABC                             | Équipe XYZ                             |
| ----- | ------------- | -------------------------------------- | -------------------------------------- |
| 1     | Simple        | A                                      | X                                      |
| 2     | Simple        | B                                      | Y                                      |
| 3     | Double        | C + A ou B                             | Z + X ou Y                             |
| 4     | Simple        | A ou B (n'ayant pas disputé le double) | Z                                      |
| 5     | Simple        | C                                      | X ou Y (n'ayant pas disputé le double) |

## Qualifications
| Évènement                            | Date                   | Lieu           | Qualifiés Hommes | Qualifiées Femmes |
| ------------------------------------ | ---------------------- | -------------- | --- | --- |
| Pays organisateur                    |                        |                | Chine | Chine |
| Classement mondial ITTF              | 3 janvier 2008         |                | Wang Hao Ma Lin Timo Boll Vladimir Samsonov Ryu Seung-min Oh Sang-eun Gao Ning Li Ching Chuan Chih-Yuan Kalinikos Kreanga Werner Schlager Kan Yo Dimitrij Ovtcharov Alekseï Smirnov Yang Zi (en) Ko Lai Chak Zoran Primorac Michael Maze He Zhiwen Jörgen Persson | Guo Yue Zhang Yining Wang Yuegu Jiang Huajun Li Jia Wei Tie Yana Ai Fukuhara Kim Kyung Ah Wu Jiaduo Sayaka Hirano Liu Jia Li Jiao Gao Jun Park Mi-young Tamara Boros Li Qian Wang Chen Krisztina Toth Daniela Dodean Elke Wosik |
| Jeux africains                       | 11-23 juillet 2007     | Alger          | Segun Toriola Monday Meotohun El-Sayed Lashin (en) Suraju Saka Idir Khourta Adel Massaad | Bose Kaffo Fen Yang Cecilia Offiong (en) Nesrine Belkahia Safa Saidani Shaimaa Abdul-Aziz (en) |
| Jeux panaméricains                   | 21-27 juillet 2007     | Rio de Janeiro | Lin Ju | Jun Gao |
| Qualifications zone Moyen-Orient     | 15-18 octobre 2007     | Téhéran        | Afshin Norouzi | Marina Shumakova |
| Qualifications zone Asie             | 6-11 mars 2008         | Hong Kong      | Wang Liqin Kim Hyonk Bong Jun Mizutani Ri Chol Guk Seiya Kishikawa Yoon Jae Young Jang Soon Man Sharath Kamal | 10 |
| Championnats d'Amérique Latine       | 30 mars - 6 avril 2008 | Saint-Domingue | Lin Ju Gustavo Tsuboi Liu Song Thiago Monteiro Dexter St Louis Pablo Tabachnik | Xue Wu Fabiola Ramos Qian Lian Mariany Nonaka Yadira Silva Paula Medina |
| Qualifications zone Europe           | 2-6 avril 2008         | Nantes         | Ruiwu Tan Jens Lundqvist Bojan Tokic Robert Gardos Christian Süss Weixing Chen Panagiotis Gionis Joao Monteiro Patrick Chila Christophe Legout Fedor Kuzmin | Li Jie Viktoria Pavlovich Elizabeta Samara Melek Hu Yi Fang Xian Svetlana Ganina Sandra Paović Jie Xu Quianbing Li Fang Zhu Wenling Tan Monfardini                                                                              |
| Qualifications zone Amérique du Nord | 4-6 avril 2008         | Vancouver      | Wilson Zhang Pradeeban Peter-Paul | Zhang Mo Crystal Huang |
| Qualifications zone Océanie          | 5-8 avril 2008         | Noumea         | William Henzell Kyle Davis David Zalceberg | Karen Li Lay Jian Fang Stéphanie Sang |
| Tournoi final de qualification       | 8-11 mai 2008          | Budapest       | Cheung Yuk Jean-Michel Saive Damien Eloi | Tie Yana Lin Ling |
| Commission Tripartite d'invitations  | avril 2008             | -              | 1 | 1 |

## Résultats
La Chine réussit le Grand Chelem lors de ces Jeux en remportant les 6 médailles en individuel et les 2 médailles d'or par équipes.
| Podiums              | Or                                  | Argent                                                | Bronze                                                |
| Simple messieurs     | Ma Lin                              | Wang Hao                                              | Wang Liqin                                            |
| Simple dames         | Zhang Yining                        | Wang Nan                                              | Guo Yue                                               |
| Par équipe messieurs | Chine Ma Lin Wang Hao Wang Liqin    | Allemagne Timo Boll Dimitrij Ovtcharov Christian Süss | Corée du Sud Oh Sang-eun Ryu Seung-min Yoon Jae Young |
| Par équipe dames     | Chine Guo Yue Wang Nan Zhang Yining | Singapour Feng Tianwei Li Jiawei Wang Yuegu           | Corée du Sud Dang Ye-seo Kim Kyung-ah Park Mi-young   |

## Tableau des médailles
| Rang | Nation       | Or | Argent | Bronze | Total |
| ---- | ------------ | -- | ------ | ------ | ----- |
| 1    | Chine        | 4  | 2      | 2      | 8     |
| 2    | Allemagne    | 0  | 1      | 0      | 1     |
| 2    | Singapour    | 0  | 1      | 0      | 1     |
| 4    | Corée du Sud | 0  | 0      | 2      | 2     |